# La Dorée
La Dorée település Franciaországban, Mayenne megyében. Lakosainak száma 288 fő (2022. január 1.). La Dorée Désertines, Fougerolles-du-Plessis, Landivy, Levaré, Saint-Berthevin-la-Tannière és Saint-Mars-sur-la-Futaie községekkel határos.

## Népesség
A település népességének változása:
| Lakosok száma | 585  | 502  | 415  | 329  | 307  | 292  | 282  | 272  | 278  | 288  |
|               | 1968 | 1982 | 1990 | 2006 | 2013 | 2015 | 2017 | 2019 | 2020 | 2022 |